# Ingolfiella ruffo
Ingolfiella ruffo is een vlokreeftensoort uit de familie van de Ingolfiellidae. De wetenschappelijke naam van de soort is voor het eerst geldig gepubliceerd in 1958 door Siewing.